# Dynamique de frappe au clavier
 (janvier 2021).
La mise en forme du texte ne suit pas les recommandations de Wikipédia : il faut le « wikifier ».
Les points d'amélioration suivants sont les cas les plus fréquents :
- Les titres sont pré-formatés par le logiciel. Ils ne sont ni en capitales, ni en gras.
- Le texte ne doit pas être écrit en capitales (les noms de famille non plus), ni en gras, ni en italique, ni en « petit »…
- Le gras n'est utilisé que pour surligner le titre de l'article dans l'introduction, une seule fois.
- L'italique est rarement utilisé : mots en langue étrangère, titres d'œuvres, noms de bateaux, etc.
- Les citations ne sont pas en italique mais en corps de texte normal. Elles sont entourées par des guillemets français : « et ».
- Les listes à puces sont à éviter, des paragraphes rédigés étant largement préférés. Les tableaux sont à réserver à la présentation de données structurées (résultats, etc.).
- Les appels de note de bas de page (petits chiffres en exposant, introduits par l'outil «  Source ») sont à placer entre la fin de phrase et le point final[comme ça].
- Les liens internes (vers d'autres articles de Wikipédia) sont à choisir avec parcimonie. Créez des liens vers des articles approfondissant le sujet. Les termes génériques sans rapport avec le sujet sont à éviter, ainsi que les répétitions de liens vers un même terme.
- Les liens externes sont à placer uniquement dans une section « Liens externes », à la fin de l'article. Ces liens sont à choisir avec parcimonie suivant les règles définies. Si un lien sert de source à l'article, son insertion dans le texte est à faire par les notes de bas de page.
- La présentation des références doit suivre les conventions bibliographiques. Il est recommandé d'utiliser les modèles {{Ouvrage}}, {{Chapitre}}, {{Article}}, {{Lien web}} et/ou {{Bibliographie}}. Le mode d'édition visuel peut mettre en forme automatiquement les références.
- Insérer une infobox (cadre d'informations à droite) n'est pas obligatoire pour parachever la mise en page.

Pour une aide détaillée, merci de consulter Aide:Wikification.
Si vous pensez que ces points ont été résolus, vous pouvez retirer ce bandeau et améliorer la mise en forme d'un autre article.
La dynamique de frappe ou biométrie de frappe désigne les informations détaillées qui décrivent exactement quand chaque touche a été pressé et quand elle a été relâchée lorsqu'une personne tape sur un clavier d'ordinateur.

## Science
La biométrie comportementale de Keystroke Dynamics utilise la manière et le rythme dans lesquels un individu tape des caractères sur un clavier ou un pavé numérique,,. Les rythmes de frappe d'un utilisateur sont mesurés pour développer un modèle biométrique unique du modèle de frappe de l'utilisateur pour une authentification future. Les frappes sont séparées en typage statique et dynamique, qui sont utilisées pour aider à faire la distinction entre les utilisateurs autorisés et non autorisés. Les informations recueillies peuvent être utilisées pour créer un modèle pour une utilisation future dans les tâches d'identification et d'authentification.
Les données nécessaires pour analyser la dynamique des frappes sont obtenues par enregistrement des frappes. Normalement, tout ce qui est conservé lors de l'enregistrement d'une session de frappe est la séquence de caractères correspondant à l'ordre dans lequel les touches ont été enfoncées et les informations de minutage sont ignorées. 
Lors de la lecture d'un e-mail, le destinataire ne peut pas dire à la lecture de la phrase "J'ai vu 3 zèbres!" si :
- la phrase a été tapé rapidement ou lentement.
- l'expéditeur a utilisé la touche Maj gauche, la touche Maj droite ou la touche de verrouillage des majuscules pour transformer le «i» en une lettre majuscule «I».
- les lettres étaient toutes tapées au même rythme, ou s'il y avait une longue pause avant les caractères en cherchant cette touche.
- l'expéditeur a mal tapé les lettres au départ, puis est revenu et les a corrigées, ou s'il les a bien saisies la première fois.

## Origine
Le 24 mai 1844, le message "Qu'est-ce que Dieu a fait" fut envoyé par télégraphe du Capitole américain à Washington, DC au "dépôt extérieur" de Baltimore and Ohio Railroad à Baltimore, Maryland, une nouvelle ère dans les communications longue distance avait commencé. Dans les années 1860, la révolution télégraphique battait son plein et les opérateurs télégraphiques étaient une ressource précieuse. Avec l'expérience, chaque opérateur a développé sa «signature» unique et a pu être identifié simplement par son rythme au clavier.
Jusqu'à la Seconde Guerre mondiale, les militaires ont transmis des messages via le code Morse. En utilisant une méthodologie appelée "Le poing de l'expéditeur", le renseignement militaire a identifié qu'un individu avait une façon unique de saisir les "points" et les "tirets" d'un message, créant un rythme qui pourrait aider à distinguer l'allié de l'ennemi,.

## Utilisation comme données biométriques
Les chercheurs s'intéressent à l'utilisation de ces informations dynamiques de frappe, qui sont normalement ignorées, pour vérifier ou même essayer de déterminer l'identité de la personne qui produit ces frappes. Les techniques utilisées pour ce faire varient considérablement en puissance et en sophistication, et vont des techniques statistiques aux approches d'intelligence artificielle (IA) comme les réseaux neuronaux .
Le temps pour atteindre et appuyer sur une touche (temps de recherche), et le temps pendant lequel la touche est maintenue enfoncée (temps de maintien) peuvent être très caractéristiques pour une personne, quelle que soit sa vitesse globale. La plupart des gens ont des lettres spécifiques qui prennent plus de temps à trouver ou à atteindre que leur temps de recherche moyen sur toutes les lettres, mais les lettres peuvent varier considérablement mais de manière cohérente pour différentes personnes. Les droitiers peuvent être statistiquement plus rapides à accéder aux touches qu'ils frappent avec leur main droite qu'avec leur main gauche. Les index peuvent être caractéristiquement plus rapides que les autres doigts à un degré qui est constant pour une personne au jour le jour, quelle que soit sa vitesse globale ce jour-là.
De plus, les séquences de lettres peuvent avoir des propriétés caractéristiques pour une personne. En anglais, le mot «the» est très courant, et ces trois lettres peuvent être appelées une séquence de tir rapide et pas seulement trois lettres dénuées de sens frappées dans cet ordre. Les terminaisons courantes, telles que «ing», peuvent être saisies beaucoup plus rapidement que, disons, les mêmes lettres dans l'ordre inverse («gni») à un degré qui varie constamment selon les personnes. Cette cohérence peut tenir et peut révéler les séquences communes de la langue maternelle de la personne même lorsqu'elle écrit entièrement dans une langue différente, tout aussi révélatrice qu'un accent le pourrait en anglais parlé.
Les "erreurs" courantes peuvent également être assez caractéristiques d'une personne, et il existe toute une taxonomie d'erreurs, telles que les "substitutions", les "renversements", les "abandons", les "doubles coups", " adjacents " les plus courants de cette personne. letter hits ", " homonymes ", hold-length-errors (pour une touche shift maintenue trop courte ou trop longue). Même sans savoir dans quelle langue une personne travaille, en regardant le reste du texte et quelles lettres la personne retourne et remplace, ces erreurs peuvent être détectées. Là encore, les modèles d'erreurs peuvent être suffisamment différents pour distinguer deux personnes.

## Authentification contre identification
La dynamique des frappes fait partie d'une classe plus large de biométrie connue sous le nom de biométrie comportementale; un domaine dans lequel les modèles observés sont de nature statistique. En raison de cette incertitude inhérente, une croyance répandue est que la biométrie comportementale n'est pas aussi fiable que la biométrie utilisée pour l'authentification basée sur des caractéristiques physiquement observables telles que les empreintes digitales ou les scans rétiniens ou l' ADN . La réalité ici est que la biométrie comportementale utilise une mesure de confiance au lieu des mesures traditionnelles de réussite / échec . En tant que tels, les références traditionnelles du taux de fausse acceptation (FAR) et des taux de faux rejet (FRR) n'ont plus de relations linéaires.
L'avantage de la dynamique de frappe (ainsi que d'autres biométriques comportementales) est que le FRR / FAR peut être ajusté en modifiant le seuil d'acceptation au niveau individuel . Cela permet une atténuation des risques individuelle explicitement définie - ce que les technologies biométriques physiques ne pourraient jamais atteindre.
L'un des principaux problèmes auxquels se heurte la dynamique des frappes est que la frappe d'une personne varie considérablement au cours d'une journée et d'un jour à l'autre, et peut être affectée par un certain nombre de facteurs externes.
En raison de ces variations, tout système fera des erreurs faussement positives et fausses négatives. Certains des produits commerciaux à succès ont des stratégies pour gérer ces problèmes et se sont avérés efficaces pour une utilisation à grande échelle (des milliers d'utilisateurs) dans des environnements et des applications du monde réel.

## Problèmes juridiques et réglementaires
L'utilisation d'un logiciel d'enregistrement de frappe peut constituer une violation directe et explicite des lois locales, telles que le US Patriot Act, en vertu duquel une telle utilisation peut constituer une écoute électronique. Cela pourrait entraîner des sanctions sévères, y compris des peines de prison.

## Brevets
- US brevet 9430626 , John D. Rome, Bethann G. Rome et Thomas E. Ketcham II, "Authentification de l'utilisateur via une cadence de saisie de texte connue", émis en 2012
- US brevet 7206938 , S. Blender et H. Postley, "Système et méthode de reconnaissance du rythme des séquences de touches", publié en 2007
- US brevet 4621334 , J. Garcia, "Appareil d'identification personnel", délivré en 1986
- US brevet 4805222 , JR Young et RW Hammon, "Méthode et appareil de vérification de l'identité d'un individu", émis en 1989
- P. Nordström, J. Johansson. Système et procédé de sécurité pour détecter une intrusion dans un système informatisé. Brevet no 2069993, Office européen des brevets, 2009.
- US brevet 8230232 , A. Awad et I. Traoré, "Système et procédé pour déterminer un profil d'utilisateur d'ordinateur à partir d'un dispositif d'entrée basé sur le mouvement", émis en 2012

## Autres utilisations
Parce que les temps de frappe sont générés par des êtres humains, ils ne sont pas bien corrélés avec les processus externes et sont fréquemment utilisés comme source de nombres aléatoires générés par le matériel pour les systèmes informatiques.

## Voir également
- Poing (télégraphie)